# Hockey sur glace à la Semaine internationale des sports d'hiver 1940
Navigation
1941
Le tournoi de hockey sur glace à la Semaine internationale des sports d'hiver 1940 s'est déroulé du 1er au 4 février 1940 à Garmisch-Partenkirchen.

## Résultats

### Phase de groupes

#### Groupe A
| Clt   | Équipe      | PJ | V | VP | D | DP | BP | BC | Pts |
| ----- | ----------- | -- | - | -- | - | -- | -- | -- | --- |
| +001, | Hongrie     | 2  | 2 | 0  | 0 | 0  | 13 | 2  | 4   |
| +002, | Allemagne   | 2  | 1 | 0  | 1 | 0  | 11 | 3  | 2   |
| +003, | Yougoslavie | 2  | 0 | 0  | 2 | 0  | 1  | 15 | 0   |

- Qualifié directement pour la finale

#### Groupe B
| Clt   | Équipe         | PJ | V | VP | D | DP | BP | BC | Pts |
| ----- | -------------- | -- | - | -- | - | -- | -- | -- | --- |
| +001, | Bohême-Moravie | 2  | 2 | 0  | 0 | 0  | 17 | 0  | 4   |
| +002, | Italie         | 2  | 1 | 0  | 1 | 0  | 3  | 6  | 2   |
| +003, | Slovaquie      | 2  | 0 | 0  | 2 | 0  | 0  | 14 | 0   |

- Qualifié directement pour la finale

### Finale
| 4 février | Bohême-Moravie | 6-0 (3:0, 1:0, 2:0) | Hongrie |  |

## Référence
Résultats de la saison sur Hockeyarchives